# Mannen (standbeeld)
Mannen (Armeens: Տղամարդիկ) is een standbeeld in de Armeense hoofdstad Jerevan.
Het standbeeld werd in 2007 opgericht en toont een scene van de vier hoofdrolspelers uit de gelijknamige Sovjet-Armeense komische film Khatabala, de populaire Armeense acteurs Mher Mkrtchyan, Avetik Gevorkyan, Armen Ayvazyan en Azat Sherents.
De vier beelden zijn gemaakt uit brons door de Armeense kunstenaar David Minassian. Het idee voor het standbeeld kwam van David en Tigran, de twee zonen van regisseur Edmond Keosajan om de zeventigste verjaardag van de geboorte van hun (inmiddels overleden) vader en de 35ste verjaardag van de film te herdenken. Er werd besloten om de vier spelers van een van hun vaders belangrijkste films uit te beelden op de plaats waar ook de film opgenomen werd, het Martiros Sarianpark in het district Kentron. De voorbereidende werken begonnen in 2016 en op 13 oktober 2017 werd het beeld ingehuldigd.

## Details

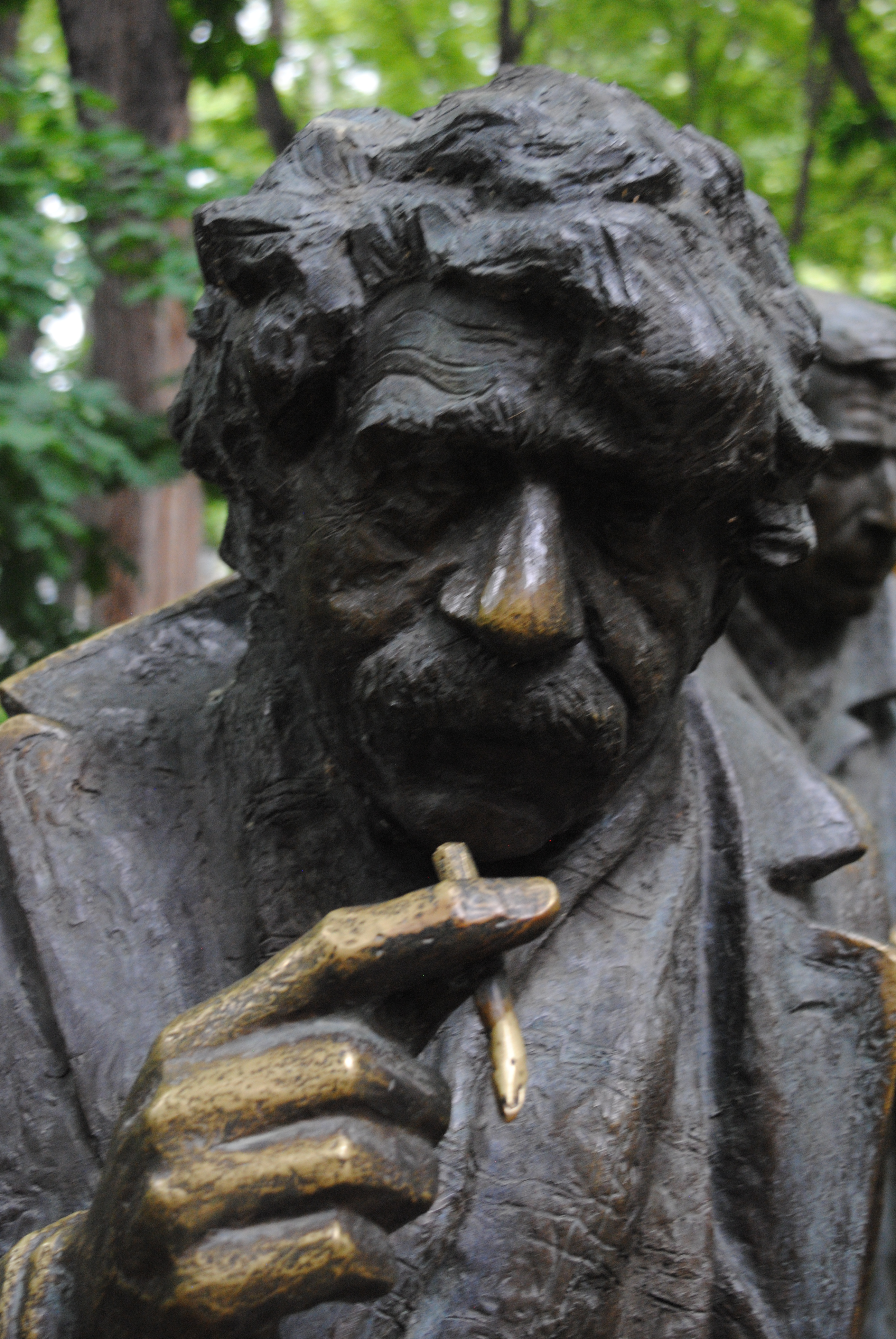
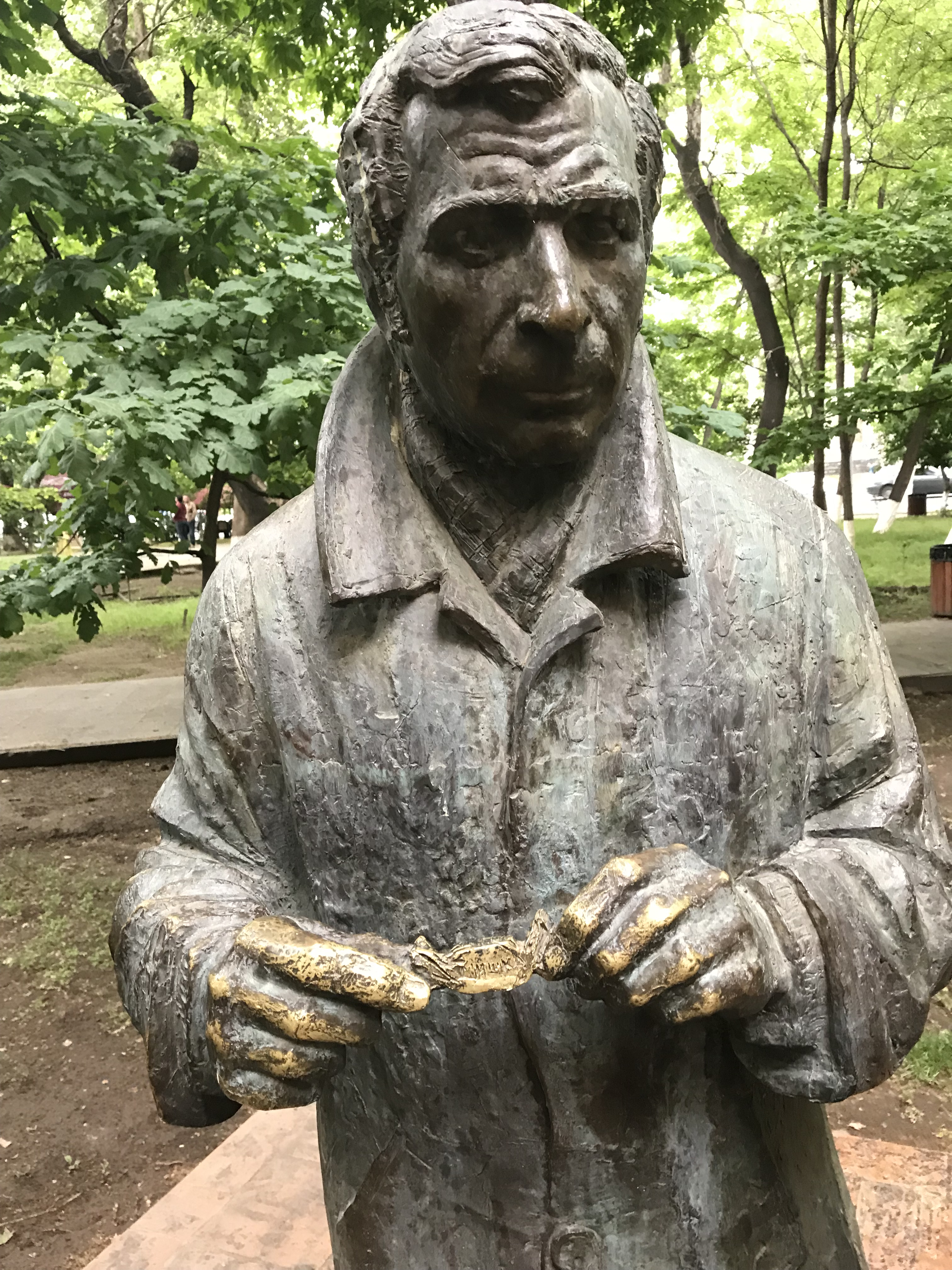
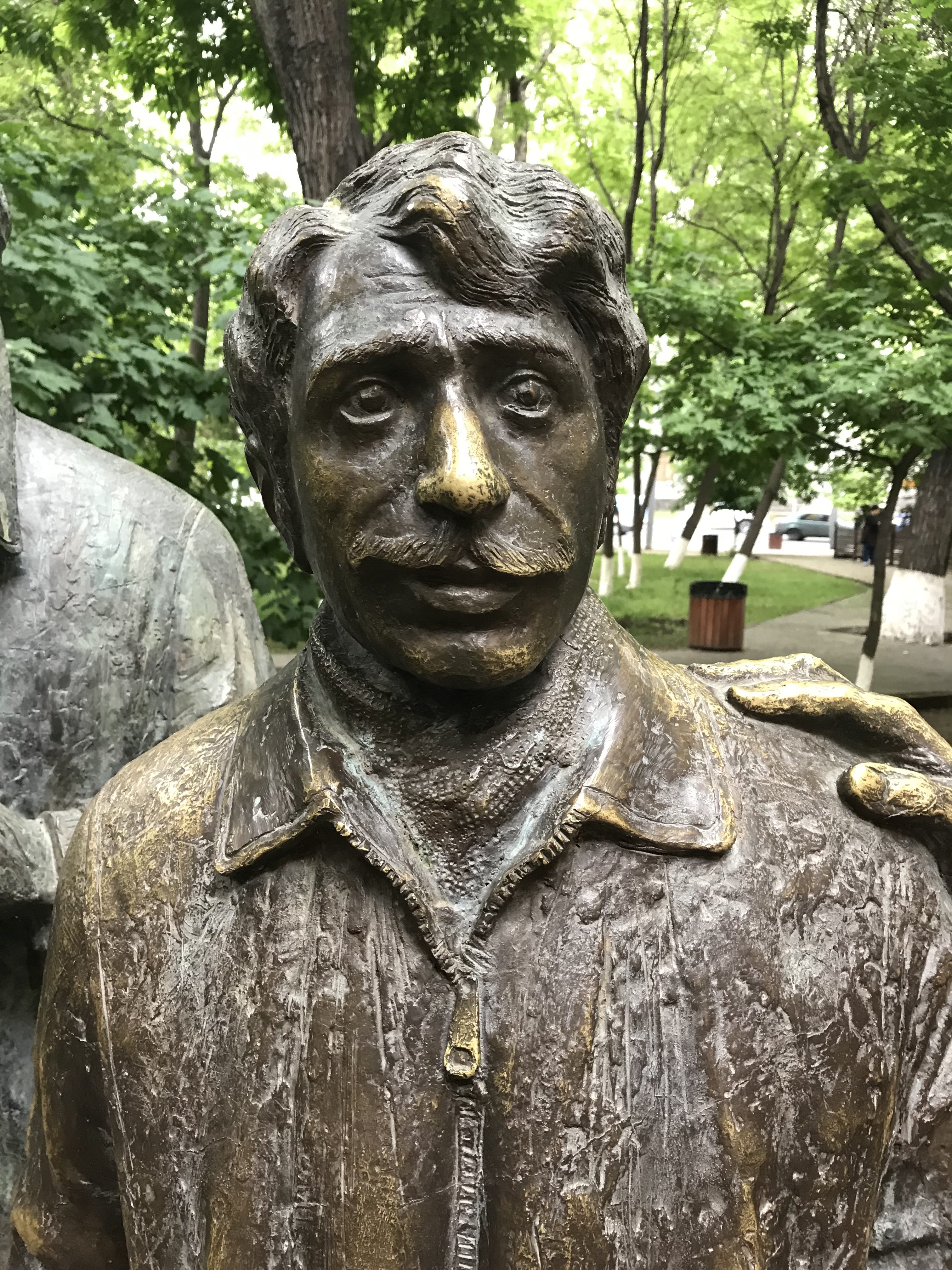
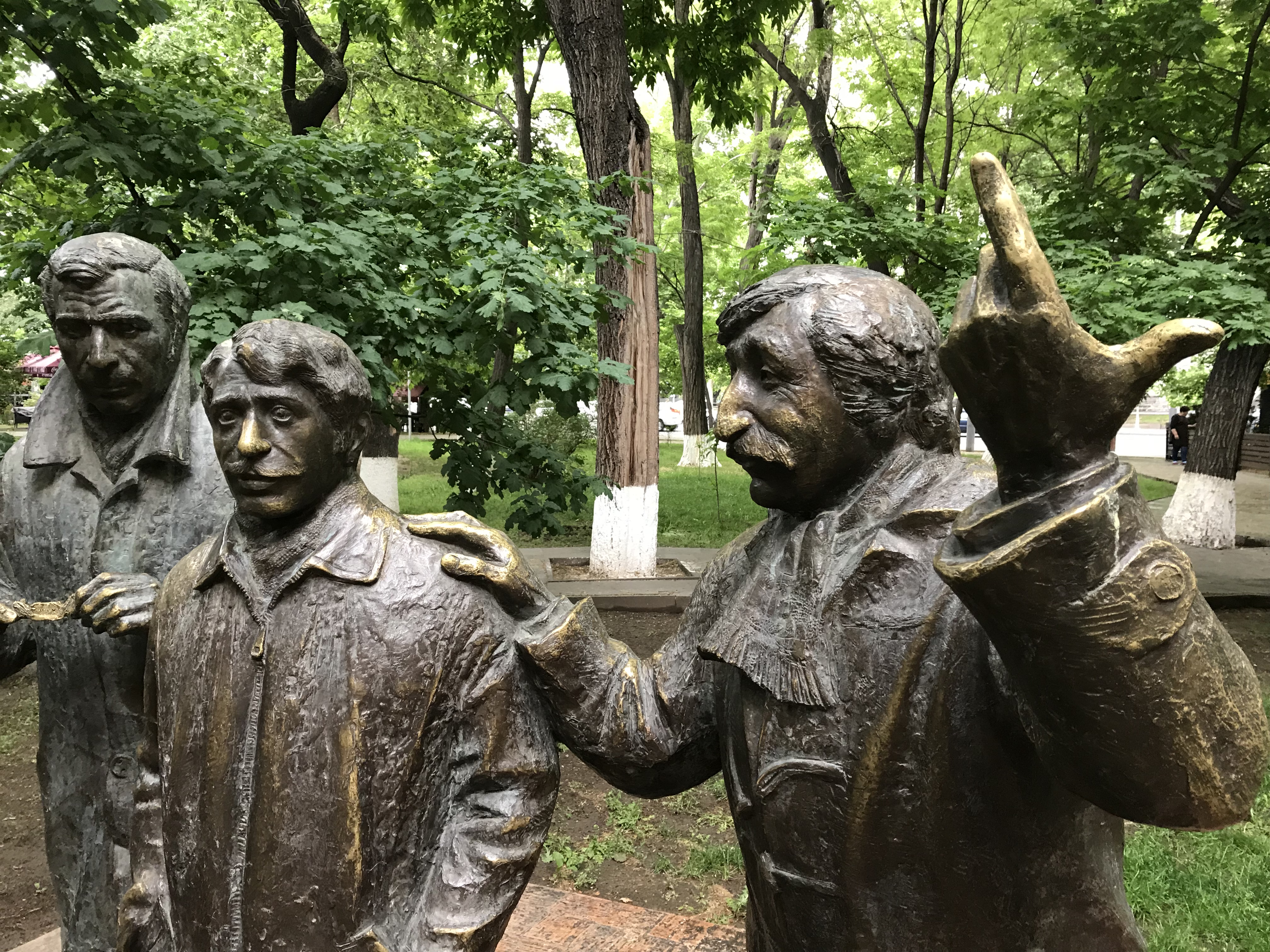